# Deci
Deci (símbolo d) é um prefixo do SI de unidades que denota um fator de 10-1, ou 1/10.
Adotado em 1795, o prefixo vem do Latim decimus, significando dezena. Seu uso mais frequente é em decibel, utilizado para medir a intensidade de sons (relativa a uma referência) e muitas outras taxas.